# Калинівка (Чернігівська селищна громада, Бердянський район)
Кали́нівка (МФА: [kɐˈɫɪɲiu̯kɐ] ( прослухати)) — село в Україні, у Бердянському районі Запорізької області. Населення становить 48 осіб (1 січня 2015). До 2016 орган місцевого самоврядування — Ільїнська сільська рада.
Село тимчасово окуповане російськими військами 24 лютого 2022 року.

## Географія
Село Калинівка знаходиться на лівому березі річки Юшанли, у місці впадання в неї річки Чокрак, нижче за течією на відстані 1,5 км розташоване село Маківка, вище за течією річки Чокрак на відстані 1 км розташоване село Олександрівка.

## Історія
Населений пункт заснований Классом Вінсом (меноніт) 1812 року як маєток або хутір з назвою Штейнбах. К. Вінс одним із перших почав займатися вівчарством; також велику роль він надавав шовківництву. Цар Олександр I відвідав маєток 1818 року й був приємно вражений великою кількістю дерев. 1819 року цар видає К. Вінсу довготермінову оренду 350 десятин землі. К. Вінс наймає на роботу Петера Шмідта, який, одружившись із донькою Вінса, Анною, став співвласником маєтку. П. Шмідт заснував школу в маєтку. Станом на 1851 рік у маєтку було насаджено 43620 дерев, серед них 10450 — шовковиці. Ще одним власником маєтку був Я. Я. Дік, який одружився з Анною Шмідт. У 1864 році на хуторі проживало в 12 дворах 53 чоловіки. У 1908 році до складу хутора Штейнбах входило 6 маєтків, що налічували 13539 десятин землі.
7 (20) листопада 1917 року, відповідно до Третього Універсалу Української Центральної Ради, увійшло до складу Української Народної Республіки.
Після революції й громадянської війни частина сімей залишає хутір. Інші жили до 1924 року, більшість виїхало в Канаду (16 сімей — 58 чоловік). У 1922 році помістю було передано дитячому будинку для дітей-сиріт, який називався ім. СРСР, тут було 350 вихованців. Працювала семирічна школа. У період голодомору 1932—1933 років багато хто сюди підкидав дітей, щоб урятувати їх від голодної смерті. У період сталінських репресій репресували 2 працівників дитячого будинку. З початком німецько-радянської війни дитбудинок евакуювали до Ташкента, де він і залишився. На фронтах воювало 25 жителів села, 6 з них загинуло. Філіпова М. К нагороджено орденами «Червоної зірки» й «Слави». Хутір у війну не зазнав значних руйнувань, тому був швидко відбудований. У 1945 році населений пункт перейменували в село Калинівка. До 1955 року тут працювала початкова школа. Жителі переважно працюють в дитбудинку; також на території села є кормобаза.
12 червня 2020 року, відповідно до Розпорядження Кабінету Міністрів України від  № 713-р «Про визначення адміністративних центрів та затвердження територій територіальних громад Запорізької області», увійшло до складу Чернігівської селищної громади.
19 липня 2020 року після ліквідації Чернігівського району село увійшло до Бердянського району.

## Населення

### Мова
| українська мова | російська | болгарська | гагаузька |
| --------------- | --------- | ---------- | --------- |
| 97.09 %         | 1.94 %    | 0.49 %     | 0.49 %    |